# Ingeniería agropecuaria

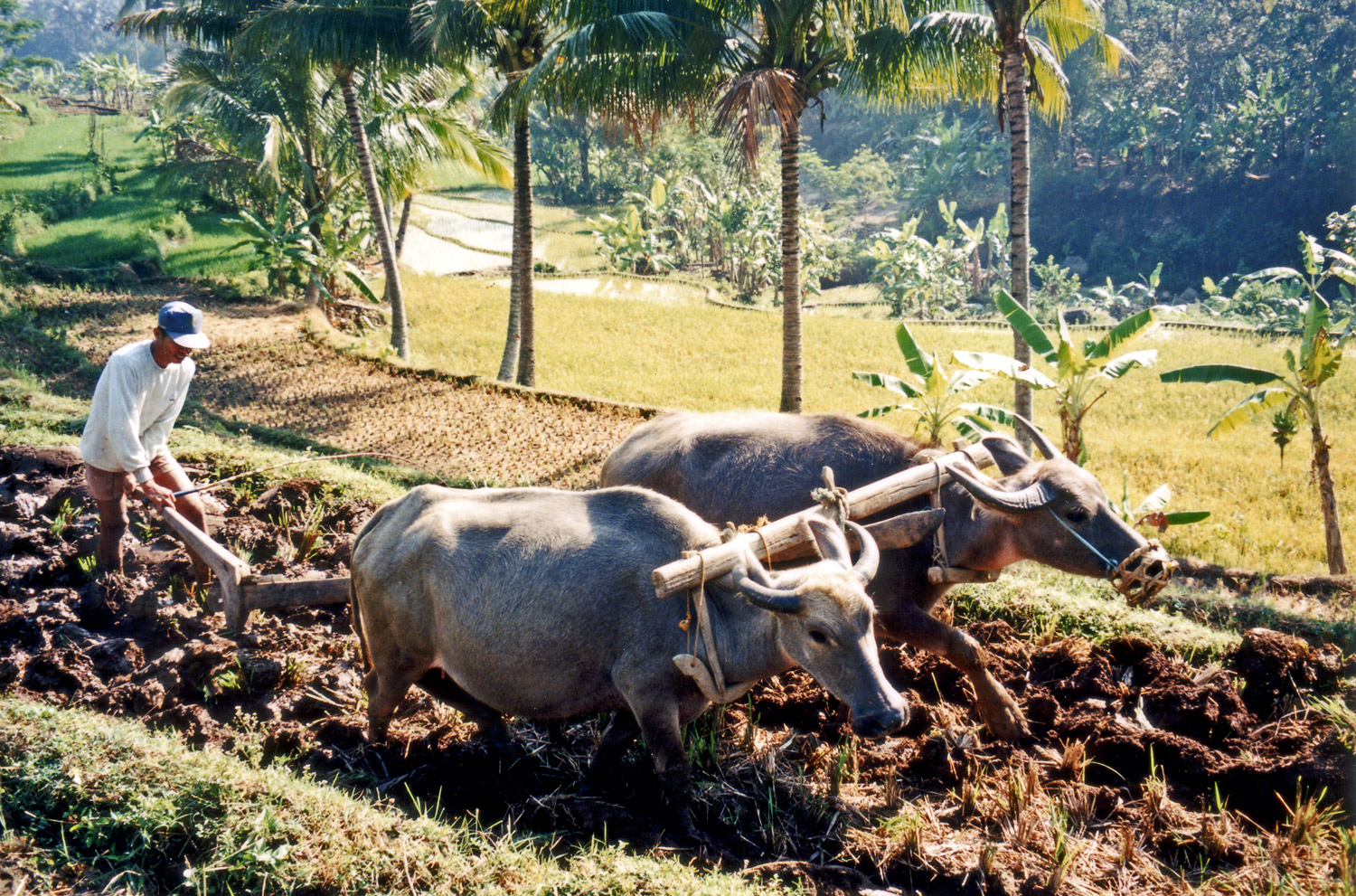
Arado de campos de arroz con búfalos de agua en Indonesia.

La ingeniería agropecuaria es aquella disciplina que aplica la ciencia y tecnología en los ámbitos de agricultura y pecuario, brindando su apoyo y conocimientos para el sector agropecuario; es una disciplina integral para el desarrollo rural dado que abarca el desarrollo, la producción y mejoramiento de los productos tanto de los que dan la tierra (cultivos) como de la ganadería.

## Campos de trabajo

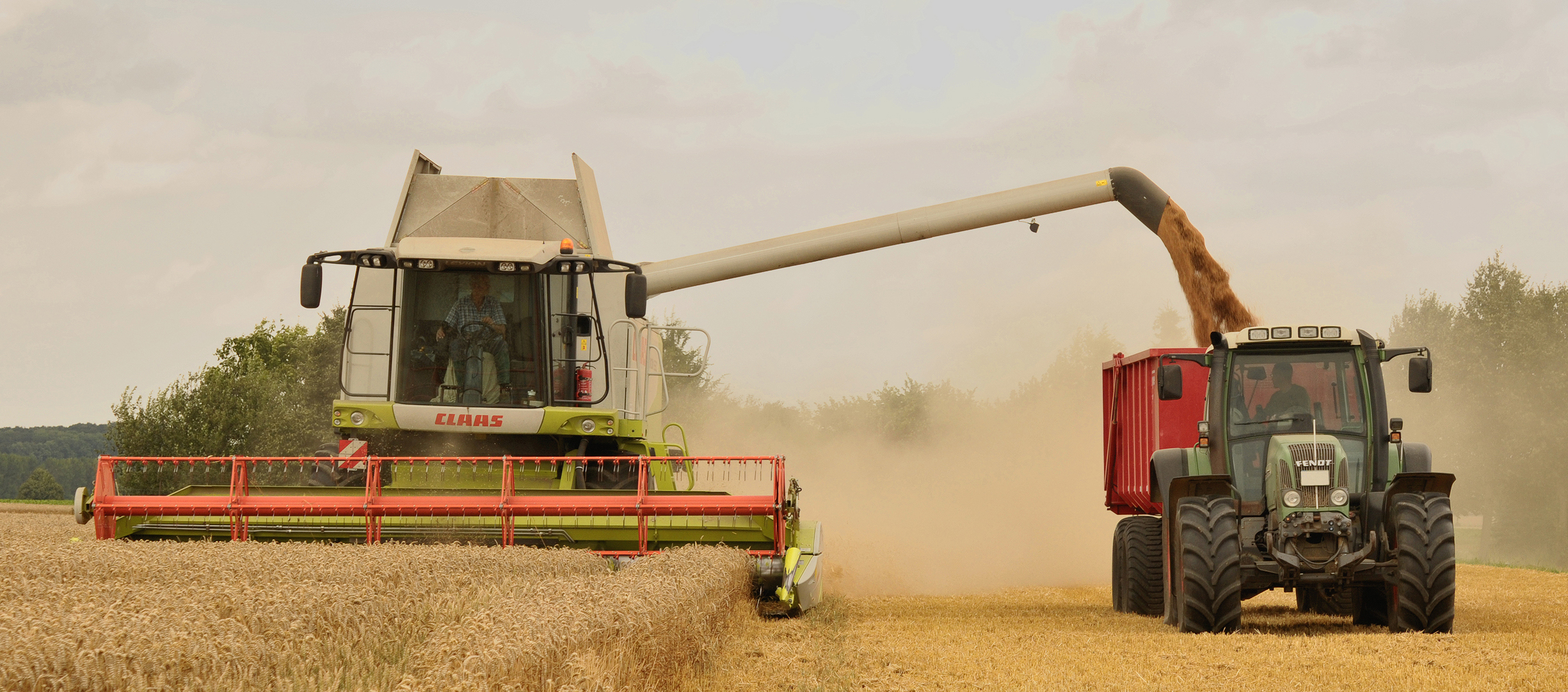
Cosecha de trigo con una cosechadora.

- Sector agrícola
  - Cultivos
  - Mecanización
- Sector ganadero
  - Ganado mayor
  - Ganado menor
  - Apicultura

- Datos: Q85871354